# Vidal Ramos Neto
Vidal Ramos Neto (Lages, 9 de março de 1893 – Florianópolis, 14 de outubro de 1977) foi um político brasileiro.
Filho de Henrique de Oliveira Ramos e de Maria Cândida de Oliveira Ramos. Sua mãe era filha de Júlia Ribeiro de Souza Ramos e do coronel e fazendeiro Vidal José de Oliveira Ramos. Seus avós paternos eram Henrique Ferreira Ramos e Clara Leopoldina de Oliveira. Casou com Maria dos Prazeres Arruda Ramos e tiveram dentre outros o filho Henrique Arruda Ramos.
Em 1921 dirigiu o jornal lageano O Imparcial e concorreu a uma das vagas na Assembleia Legislativa de Santa Catarina, eleito com 7.856 votos, tornou-se deputado estadual na 11ª Legislatura (1922-1924).